# Edward Bernard
Edward Bernard (1638–1697) va ser un erudit anglès, professor savilià d'astronomia a la Universitat d'Oxford, des de 1673 a 1691.

## Vida
Va néixer a Paulerspury, Northamptonshire. Va estudiar a la Merchant Taylors' School de Northwood i al St John's College de la Universitat d'Oxford, en la que es va graduar el 1662.
Va començar a donar classes d'astronomia com assistent de Christopher Wren, el titular de la càtedra saviliana, a partir de 1669, quan Wren va ser nomenat Intendent General de les obres reials. L'excés de feina de Wren va fer que renuncies a la seva càtedra i el 1673 Bernard va ser nomenat savilian professor d'astronomia en substitució de Wren.
El mateix any, és nomenat fellow de la Royal Society i capellà de Peter Mews. El 1676 va a París, com tutor de Henry FitzRoy, Primer Duc de Grafton i George FitzRoy, Primer Duc de Northumberland. Des dels anys 1670 tenia bons contactes amb els erudits continentals. Mantenia correspondència amb Hiob Ludolfi coneixia el seu nebot Heinrich Wilhelm Ludolf. Va visitar Pierre-Daniel Huet de l'Acadèmie Royale des Sciences, i va mantenir correspondència amb Jean Mabillon i Pasquier Quesnel.
Va fer observacions del cometa de 1680 i va intercanviar informació sobre ells amb John Flamsteed. El 1691 va ser nomenat rector de Brightwell-cum-Sotwell.
La seva biografia va ser escrita pel seu amic Thomas Smith.
Va morir a Oxford el 12 de gener de 1697, i va ser enterrat a la capella del St John's College.

## Obra
Va dedicar molt de temps als manuscrits d'Apol·loni de Perge, viatjant a Leiden per revisar els manuscrits de Joseph Scaliger i Levinus Warner el 1669 i treballant amb texts aràbics a la Biblioteca Bodleiana. Més de dos dècades després va tornar a Holanda, per comprar en subhasta la biblioteca de Jacobus Golius. Les seves traduccions i transcripcions van ser usades després per Edmund Halley en la seva traducció de les Còniques d'Apol·loni.
La majoria del treball de Bernard es conserva com anotacions en llibres i es conserva a la Biblioteca Bodleina, ja que aquesta va comprar la seva llibreria en morir Bernard.
De mensuris et ponderibus antiquis (1688), sobre antics pesos i mesures, va ser inicialment un apèndix d'un llibre d'Edward Pococke, publicat posteriorment de manera separada i ampliada. Juntament amb Humphrey Hody i Henry Aldrich va publicar una edició d'Aristees d'Argos. L'Orbis Eruditi era una taula de molts alfabets.
El seu Catalogi librorum manuscriptorum Angliae et Hiberniae in unum collecti cum indice alphabetico (Oxford 1697), col·loquialment conegut com a "Catàleg de Bernard", era un catàleg de manuscrits a les biblioteques britàniques i irlandeses, i va ser una eina molt important per a generacions d'erudits.